# Rorippa dubia
Rorippa dubia är en korsblommig växtart som först beskrevs av Christiaan Hendrik Persoon, och fick sitt nu gällande namn av Hiroshi Hara. Rorippa dubia ingår i släktet fränen, och familjen korsblommiga växter. Inga underarter finns listade i Catalogue of Life.